# Chodscha-Doniyor-Mausoleum

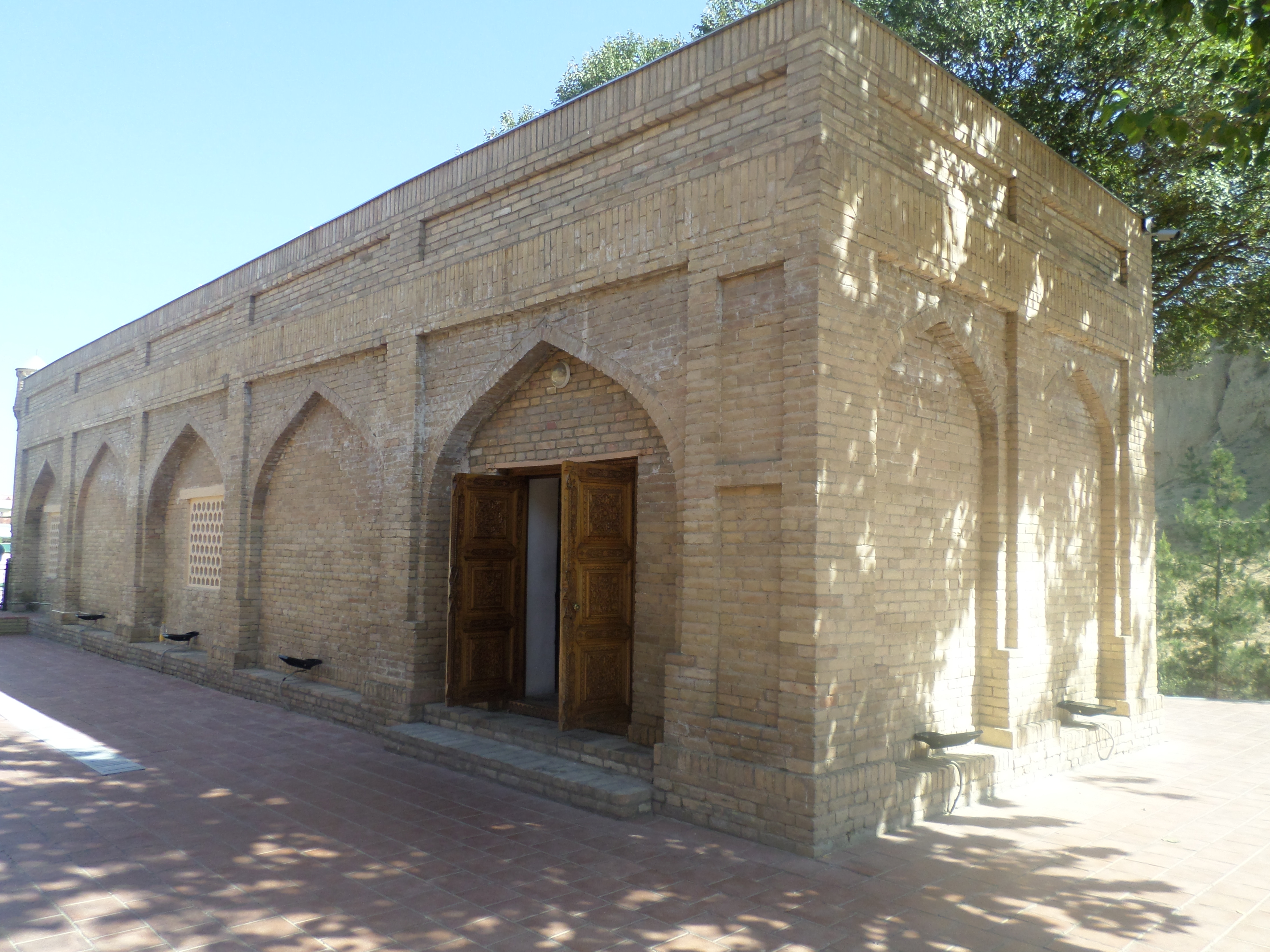
Chodscha-Doniyor-Mausoleum (2010)

Das Chodscha-Doniyor-Mausoleum (usbekisch Xoja Doniyor maqbarasi) ist ein im Jahr 1900 erbautes Gebäude in Samarqand. Angeblich ist es die Grabstätte des Propheten Daniel und seines Begleiters Luqman, des Erzählers religiöser Geschichten.

## Geschichte
Bis zum Aufbau des Mausoleums befanden sich auf dem Areal Grabstätten und eine Moschee, die in der Zeit der Herrschaft Tamerlans (14./15. Jh.) errichtet worden waren. Das Gebäude wurde restauriert.

## Legende zum Grab Daniels
Die arabische, biblisch nicht belegte, Legende über den Propheten Daniel entstand im 9. Jahrhundert und wurde von den Astronomen Farghani und Abu Maschar überliefert. Ihr zufolge wurde der „junge Hebräer“ Daniel verfolgt und aus Syrien von Götzendienern verjagt, die er zum „rechten Glauben“ bekehren wollte. Der im Schlaf gesehene Greis forderte den Propheten auf, gegen den Ungläubigen zu kämpfen und versprach den Sieg über ganz Asien. Daniel sammelte seine Anhänger in Ägypten, wo er Unterkunft fand, und gründete Alexandria. Dem Greis gehorchend zog er gegen die Ungläubigen ins Feld. Siegreich kehrte er nach Alexandria zurück und lebte dort bis zu seinem Tod.

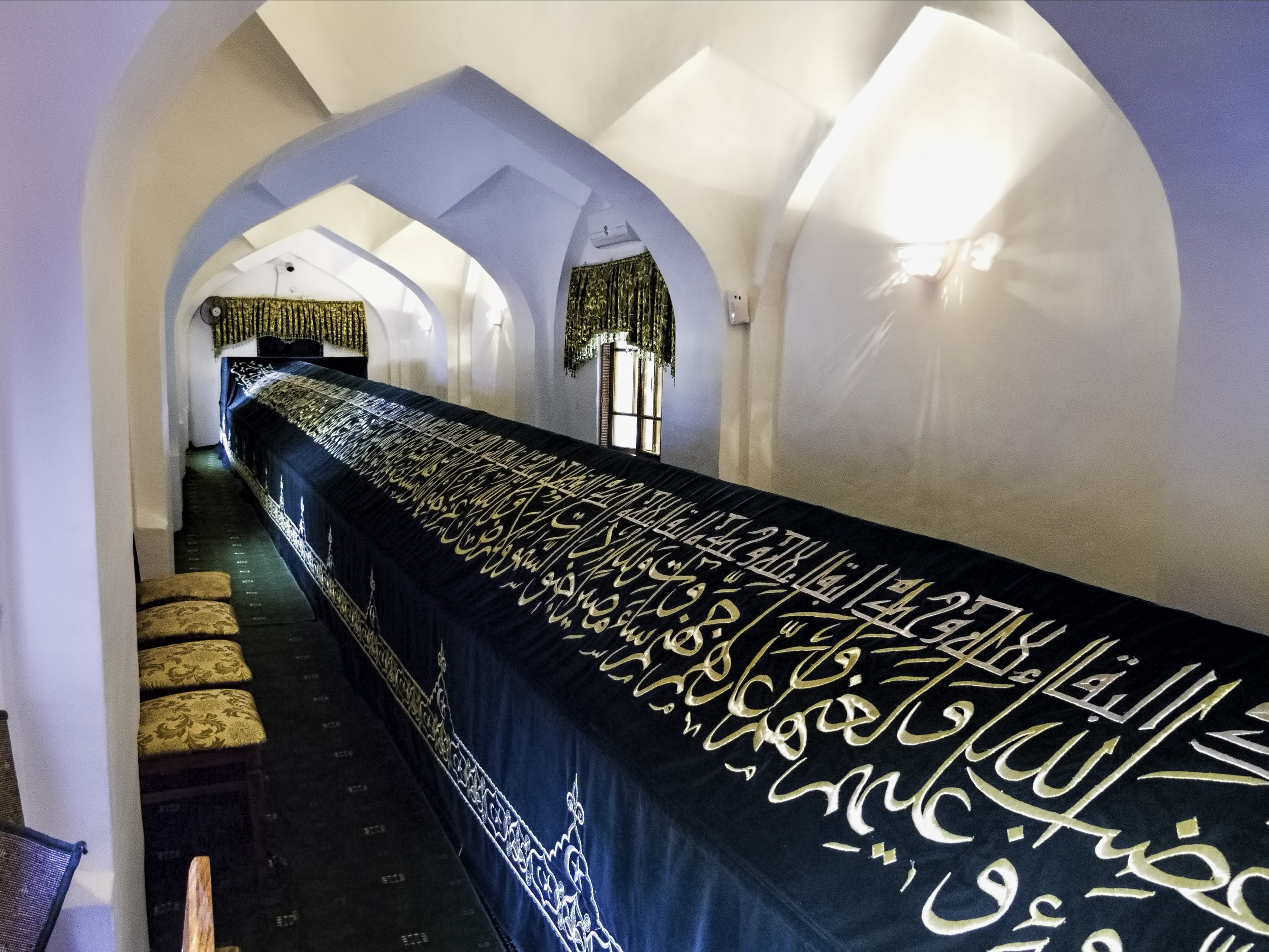
Innenraum

Die Überreste Daniels habe der große Tamerlan aus Mekka mitgebracht. In dem 18 m langen Grab soll die Hand des Propheten liegen. Sie wachse Jahr für Jahr. Nach einer anderen Erzählung entspricht die Größe des Grabs der realen Größe des Propheten Daniel, da er ein Gigant gewesen sei.